# Héctor Barberá
Héctor Barberá Vall (Dos Aguas, 1986. november 2. –) spanyol motorversenyző.

## Karrierje

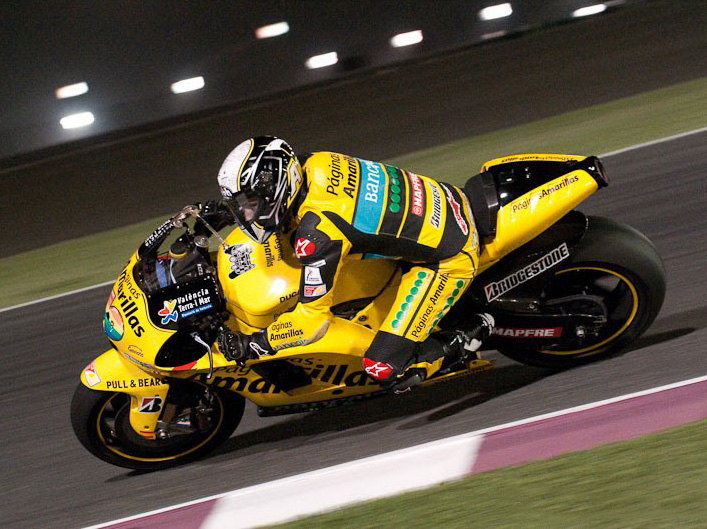
Barberá 2010-es katari nagydíjon.

Világbajnoki karrierje 2002-ben kezdődött, és már akkor jelenlegi csapata, a Jorge Martínez által vezetett Aspar Aprilia csapatában versenyzett. Csapattársai a spanyol Ángel Rodríguez és Pablo Nieto voltak. Első szezonjában több jó eredménye is volt, végzett például a negyedik és ötödik helyeken is.
A következő szezon volt számára az áttörés. Ebben az évben megszerezte első győzelmét a Donington Parkban, ezzel ő lett az egyik legfiatalabb futamgyőztes. Jó eredményeinek köszönhetően 2004-re leszerződtette őt a Seedorf Racing. A sok bukásnak és a műszaki hibáknak köszönhetően Barberának nem volt reális esélye a vb-címre, végül ezüstérmes lett. 2005-re már a negyedliteresek között, a gyári Honda csapatnál. Ez a szezonja nem sikerült jól, legjobb eredménye egy ausztráliai negyedik hely volt, összesítésben pedig csak a kilencedik lett. 2 év után a Team Toth csapatához távozott. Velük 2008-ban az összetett hatodik helyét érte el. Ebben az idényben egyébként megúszott egy súlyosnak tűnő balesetet. Az olasz nagydíjon éppen Marco Simoncellit üldözte, és az utolsó kör kezdetén, a célegyenesben utol is érte. A két motor Simoncelli fékkarjánál összeért, Barberá motorja pedig kibillent az egyensúlyából, a versenyző pedig nagy sebességnél elesett, és a pályát övező betonfalnak csúszott. Ezt sértetlenül megúszta, ám a japán nagydíj gyakorlásán egy komolyabb bukás véget vetett a hátralévő szezonjának, ennek köszönhetően csak a hatodik lett, 142 ponttal.
2009 volt pályafutása eddigi legsikeresebb szezonja. Ebben az évben az összetett második helyén végzett Aojama Hirosi mögött három futamgyőzelmet aratva. Ezek között volt a szezonzáró valenciai nagydíj, ezzel Barberá lett a negyedliteres géposztály utolsó futamgyőztes pilótája.
2010-re került fel a királykategóriába, amikor Jorge Martínez úgy döntött, hogy itt is csapatot indít. Első szezonjában tizenkettedik, másodikban tizenegyedik lett csapatával.
2012-re bejelentették, hogy a Pramac Racing versenyzője lesz. Itt egy évet versenyzett, majd 2013 óta az Avintia Racing pilótája volt. Mivel a kis csapattal leginkább a pontszerzésért kellett harcolnia, mindössze két top 10-es eredménye volt. Mindkettőt 2014-ben érte el, Ausztráliában ötödik, Malajziában pedig kilencedik lett.
A következő években többször végzett a pontszerzők között, de sem dobogót, sem pedig győzelmet nem sikerült szereznie. 2017 szeptemberében kiderült, hogy 2018-ban az egy kategóriával kisebb Moto2-ben folytatja a Pons csapatával. 2018. június 7-én egyéb történések miatt gyorsított tárgyalásban közösen felbontották a szerződést. Barberát az idény további részében Augusto Fernández váltotta.
2019 augusztusában hivatalosan tudatták, hogy a brit Superbike-bajnokságban váltja Ben Curriet egy szatellit Kawasaki-s alakulatnál. 2020-ra a BMW-s Rich Energy OMG Racing igazolta le a teljes évadra. 2021. április 21-én a tengerentúlra szerződött, a MotoAmerica Superbike-szériába a Scheibe Racinghez, szintén egy BMW-vel.

## Eredményei

### Statisztika
| Szezon   | Géposztály | Motor    | Verseny | Győzelem | Dobogó | Pole | Lkör | Pont | Hely |
| -------- | ---------- | -------- | ------- | -------- | ------ | ---- | ---- | ---- | ---- |
| 2002     | 125 cm³    | Aprilia  | 15      | 0        | 0      | 0    | 0    | 50   | 14.  |
| 2003     | 125 cm³    | Aprilia  | 16      | 2        | 5      | 0    | 2    | 164  | 3.   |
| 2004     | 125 cm³    | Aprilia  | 16      | 4        | 7      | 1    | 4    | 202  | 2.   |
| 2005     | 250 cm³    | Honda    | 16      | 0        | 0      | 0    | 0    | 120  | 9.   |
| 2006     | 250 cm³    | Aprilia  | 14      | 1        | 3      | 2    | 1    | 152  | 7.   |
| 2007     | 250 cm³    | Aprilia  | 17      | 0        | 5      | 0    | 1    | 177  | 5.   |
| 2008     | 250 cm³    | Aprilia  | 12      | 0        | 4      | 2    | 1    | 142  | 6.   |
| 2009     | 250 cm³    | Aprilia  | 16      | 3        | 8      | 4    | 1    | 239  | 2.   |
| 2010     | MotoGP     | Ducati   | 18      | 0        | 0      | 0    | 0    | 90   | 12.  |
| 2011     | MotoGP     | Ducati   | 16      | 0        | 0      | 0    | 0    | 82   | 11.  |
| 2012     | MotoGP     | Ducati   | 15      | 0        | 0      | 0    | 0    | 83   | 11.  |
| 2013     | MotoGP     | FTR      | 18      | 0        | 0      | 0    | 0    | 35   | 16.  |
| 2014     | MotoGP     | Avintia  | 18      | 0        | 0      | 0    | 0    | 26   | 18.  |
| 2014     | MotoGP     | Ducati   | 18      | 0        | 0      | 0    | 0    | 26   | 18.  |
| 2015     | MotoGP     | Ducati   | 7       | 0        | 0      | 0    | 0    | 16   | 15.  |
| 2016     | MotoGP     | Ducati   | 18      | 0        | 0      | 0    | 0    | 0    | 10.  |
| 2017     | MotoGP     | Ducati   | 18      | 0        | 0      | 0    | 0    | 0    | 22.  |
| 2018     | Moto2      | Kalex    | 6       | 0        | 0      | 0    | 0    | 0    | 23.  |
| Összesen | Összesen   | Összesen | 267     | 10       | 32     | 9    | 10   | 1735 |      |

### Teljes MotoGP-eredménylistája
(Táblázat értelmezése)

(Félkövér: pole-pozícióból indult; dőlt: leggyorsabb kört futott) 

| Év   | Géposztály | Motor   | 1      | 2      | 3      | 4      | 5       | 6      | 7      | 8      | 9       | 10      | 11     | 12      | 13     | 14     | 15     | 16     | 17     | 18     | 19  | Helyezés | Pont |
| ---- | ---------- | ------- | ------ | ------ | ------ | ------ | ------- | ------ | ------ | ------ | ------- | ------- | ------ | ------- | ------ | ------ | ------ | ------ | ------ | ------ | --- | -------- | ---- |
| 2002 | 125 cm³    | Aprilia | JPN 16 | RSA 22 | SPA 12 | FRA 15 | ITA Ret | CAT 18 | NED 20 | GBR Ki | GER 21  | CZE 4   | POR Ki | BRA 15  | PAC 5  | MAL 8  | AUS 14 | VAL 6  |        |        |     | 14.      | 50   |
| 2003 | 125 cm³    | Aprilia | JPN Ki | RSA 13 | SPA 7  | FRA 11 | ITA 9   | CAT Ki | NED 3  | GBR 1  | GER 14  | CZE 5   | POR 2  | BRA 9   | PAC 1  | MAL 8  | AUS 6  | VAL 3  |        |        |     | 3.       | 164  |
| 2004 | 125 cm³    | Aprilia | RSA 10 | SPA 3  | FRA 5  | ITA 3  | CAT 1   | NED 6  | BRA 1  | GER 2  | GBR Ki  | CZE 7   | POR 1  | JPN Ki  | QAT 12 | MAL Ki | AUS 6  | VAL 3  |        |        |     | 2.       | 202  |
| 2005 | 250 cm³    | Honda   | SPA 5  | POR 11 | CHN 7  | FRA 7  | ITA 6   | CAT 16 | NED 9  | GBR Ki | GER 8   | CZE Ret | JPN 8  | MAL 6   | QAT 7  | AUS 4  | TUR 6  | VAL 5  |        |        |     | 9.       | 120  |
| 2006 | 250 cm³    | Aprilia | SPA 5  | QAT 4  | TUR 2  | CHN 1  | FRA 7   | ITA Ki | CAT Vi | NED Vi | GBR 5   | GER 5   | CZE 5  | MAL Ki  | AUS 6  | JPN 7  | POR 10 | VAL 3  |        |        |     | 7.       | 152  |
| 2007 | 250 cm³    | Aprilia | QAT 3  | SPA Ki | TUR 8  | CHN 6  | FRA 4   | ITA 3  | CAT 8  | GBR Ki | NED 7   | GER 6   | CZE 4  | RSM 3   | POR 5  | JPN 3  | AUS Ki | MAL 2  | VAL 5  |        |     | 5.       | 177  |
| 2008 | 250 cm³    | Aprilia | QAT 2  | SPA 5  | POR 8  | CHN 6  | FRA 12  | ITA Ki | CAT 3  | GBR 4  | NED 5   | GER 2   | CZE 4  | SMR 3   | IND T  | JPN Vi | AUS Vi | MAL Vi | VAL Vi |        |     | 6.       | 142  |
| 2009 | 250 cm³    | Aprilia | QAT 1  | JPN 11 | SPA 4  | FRA 11 | ITA 5   | CAT 3  | NED 2  | GER 5  | GBR 8   | CZE 7   | IND 6  | SMR 1   | POR 3  | AUS 2  | MAL 2  | VAL 1  |        |        |     | 2.       | 239  |
| 2010 | MotoGP     | Ducati  | QAT 12 | SPA 13 | FRA 8  | ITA 12 | GBR 11  | NED 12 | CAT 10 | GER 9  | USA Ki  | CZE 9   | IND 10 | SMR 9   | ARA 11 | JPN 13 | MAL 11 | AUS 14 | POR 10 | VAL 8  |     | 12.      | 90   |
| 2011 | MotoGP     | Ducati  | QAT 12 | SPA 6  | POR Ki | FRA 9  | CAT 11  | GBR 11 | NED 12 | ITA 7  | GER 11  | USA 9   | CZE 10 | IND Ret | RSM 9  | ARA 8  | JPN Ki | AUS    | MAL T  | VAL 11 |     | 11.      | 82   |
| 2012 | MotoGP     | Ducati  | QAT 9  | SPA 10 | POR 10 | FRA 9  | CAT 11  | GBR 10 | NED 7  | GER 9  | ITA 9   | USA     | IND Vi | CZE     | RSM Ki | ARA 12 | JPN 10 | MAL 7  | AUS 12 | VAL Ki |     | 11.      | 83   |
| 2013 | MotoGP     | FTR     | QAT 13 | AME 18 | SPA 12 | FRA 18 | ITA 10  | CAT Ki | NED 20 | GER 11 | USA 10  | IND 16  | CZE Ki | GBR 13  | RSM Ki | ARA Ki | MAL 14 | AUS 14 | JPN 16 | VAL 12 |     | 16.      | 35   |
| 2014 | MotoGP     | Avintia | QAT Ki | AME 15 | ARG 16 | SPA 15 | FRA Ki  | ITA Ki | CAT 19 | NED 18 | GER 18  | IND Ki  | CZE 17 | GBR 19  | RSM 19 |        |        |        |        |        |     | 18.      | 26   |
| 2014 | MotoGP     | Ducati  |        |        |        |        |         |        |        |        |         |         |        |         |        | ARA 19 | JPN 15 | AUS 5  | MAL 9  | VAL 11 |     | 18.      | 26   |
| 2015 | MotoGP     | Ducati  | QAT 15 | AME 12 | ARG 13 | SPA 14 | FRA 13  | ITA 13 | CAT 16 | NED Ki | GER 13  | IND 15  | CZE 16 | GBR 13  | RSM 18 | ARA 16 | JPN 9  | AUS 16 | MAL 14 | VAL 16 |     | 15.      | 33   |
| 2016 | MotoGP     | Ducati  | QAT 9  | ARG 5  | AME 9  | SPA 10 | FRA 8   | ITA 12 | CAT 11 | NED 6  | GER 9   | AUT Kiz | CZE 5  | GBR 14  | RSM 13 | ARA 13 | JPN 17 | AUS ki | MAL 4  | VAL 11 |     | 10.      | 102  |
| 2017 | MotoGP     | Ducati  | QAT 13 | ARG 13 | AME 14 | SPA 12 | FRA Ki  | ITA 14 | CAT 9  | NED 16 | GER Kiz | CZE 20  | AUT 17 | GBR 14  | RSM Ki | ARA 18 | JPN 14 | AUS 20 | MAL 14 | VAL 15 |     | 22.      | 28   |
| 2018 | Moto2      | Kalex   | QAT 13 | ARG 20 | AME 18 | SPA 14 | FRA 11  | ITA Ki | CAT    | NED    | GER     | CZE     | AUT    | GBR     | RSM    | ARA    | THA    | JPN    | AUS    | MAL    | VAL | 23.      | 10   |

### Teljes Supersport-világbajnokság eredménylistája
| Év   | Motor    | 1     | 2     | 3      | 4   | 5   | 6   | 7   | 8   | 9      | 10     | 11    | 12    | Helyezés | Pont |
| ---- | -------- | ----- | ----- | ------ | --- | --- | --- | --- | --- | ------ | ------ | ----- | ----- | -------- | ---- |
| 2018 | Kawasaki | AUS   | THA   | SPA    | NED | ITA | GBR | CZE | ITA | POR 11 | FRA 10 | ARG 9 | QAT 7 | 17.      | 27   |
| 2019 | Yamaha   | AUS 4 | THA 7 | SPA Ni | NED | ITA | SPA | ITA | GBR | POR    | FRA    | ARG   | QAT   | 16.      | 22   |

### Teljes Superbike-világbajnokság eredménylistája
(Táblázat értelmezése)

(Félkövér: pole-pozícióból indult; dőlt: leggyorsabb kört futott) 

|  |  |  |  |  |  |  |  |  | 16 | T | 16 | 13 | 14 | T |  |  |  |  |  |  |  |  |  |  |  |  |  |  |  |  |  |  |  |  |  |  |  |  |

### Teljes Brit Superbike-bajnokság eredménylistája
| Év   | Motor    | 1   | 1   | 2   | 2   | 3   | 3   | 3   | 4   | 4   | 5   | 5   | 6   | 6   | 7   | 7   | 8   | 8   | 9   | 9   | 9   | 10  | 10  | 11  | 11  | 12  | 12  | 12  | Helyezés | Pont |
| Év   | Motor    | R1  | R2  | R1  | R2  | R1  | R2  | R3  | R1  | R2  | R1  | R2  | R1  | R2  | R1  | R2  | R1  | R2  | R1  | R2  | R3  | R1  | R2  | R1  | R2  | R1  | R2  | R3  | Helyezés | Pont |
| 2019 | Kawasaki | SIL | SIL | OUL | OUL | DON | DON | DON | BRH | BRH | KNO | KNO | SNE | SNE | THR | THR | CAD | CAD | OUL | OUL | OUL | ASS | ASS | DON | DON | BRH | BRH | BRH | 19.      | 47   |
| ---- | -------- | --- | --- | --- | --- | --- | --- | --- | --- | --- | --- | --- | --- | --- | --- | --- | --- | --- | --- | --- | --- | --- | --- | --- | --- | --- | --- | --- | -------- | ---- |
| 2019 | Kawasaki |     |     |     |     | 6   | 8   | Ki  | 24  | 20  |     |     | 12  | 7   | 20  | 16  | 16  | 11  | Ni  | Ki  | Ni  | 10  | 11  | 17  | 17  | 20  | 19  | 16  | 19.      | 47   |
|      |          | 1   | 1   | 1   | 2   | 2   | 2   | 3   | 3   | 3   | 4   | 4   | 4   | 5   | 5   | 5   | 6   | 6   | 6   | 7   | 7   | 8   | 8   | 9   | 9   | 10  | 10  | 10  |          |      |
| R1   | R2       | R3  | R1  | R2  | R3  | R1  | R2  | R3  | R1  | R2  | R3  | R1  | R2  | R3  | R1  | R2  | R3  | R1  | R2  | R1  | R2  | R1  | R2  | R1  | R2  | R3  |     |     |          |      |
| 2020 | BMW      | DON | DON | DON | SNE | SNE | SNE | SIL | SIL | SIL | OUL | OUL | OUL | DON | DON | DON | BRH | BRH | BRH |     |     |     |     |     |     |     |     |     | 17.      | 32   |
| 2020 | BMW      | Ki  | 10  | 10  | 14  | Ki  | 15  | 13  | 10  | 12  | 18  | 15  | 14  | 22  | Ki  | Ki  | 16  | Ki  | 15  |     |     |     |     |     |     |     |     |     | 17.      | 32   |

### Teljes MotoAmerica Superbike-eredménylistája
| Év   | Motor | 1   | 1   | 2   | 2   | 3   | 3   | 4   | 4   | 5   | 5   | 6   | 6   | 7   | 7   | 8   | 8   | 8   | 9   | 9   | 9   | Helyezés | Pont |
| Év   | Motor | R1  | R2  | R1  | R2  | R1  | R2  | R1  | R2  | R1  | R2  | R1  | R2  | R1  | R2  | R1  | R2  | R3  | R1  | R2  | R3  | Helyezés | Pont |
| 2021 | BMW   | ATL | ATL | VIR | VIR | RAM | RAM | RID | RID | MON | MON | BRA | BRA | PIT | PIT | NJE | NJE | NJE | ALA | ALA | ALA | 7.       | 157  |
| ---- | ----- | --- | --- | --- | --- | --- | --- | --- | --- | --- | --- | --- | --- | --- | --- | --- | --- | --- | --- | --- | --- | -------- | ---- |
| 2021 | BMW   | 6   | 7   | 6   | 8   | 8   | 6   | Ki  | 5   | 6   | 8   | 5   | 7   | 5   | 7   | 25  | 6   | 7   | 8   | 10  | Ki  | 7.       | 157  |
|      |       | 1   | 1   | 2   | 2   | 3   | 3   | 4   | 4   | 5   | 5   | 6   | 6   | 7   | 7   | 8   | 8   | 9   | 9   | 10  | 10  |          |      |
| R1   | R2    | R1  | R2  | R1  | R2  | R1  | R2  | R1  | R2  | R1  | R2  | R1  | R2  | R1  | R2  | R1  | R2  | R1  | R2  |     |     |          |      |
| 2022 | BMW   | TEX | TEX | ATL | ATL | VIR | VIR | RAM | RAM | RID | RID | MON | MON | BRA | BRA | PIT | PIT | NJE | NJE | ALA | ALA | 5.       | 190  |
| 2022 | BMW   | 5   | 7   | 4   | 4   | 6   | 9   | 3   | 17  | 5   | 5   | 6   | 5   | Ki  | 5   | 7   | 8   | 8   | 6   | 4   | 5   | 5.       | 190  |